# Martelinho de ouro

Martelinho de ouro (português brasileiro) ou funilaria artesanal (português europeu) é uma técnica artesanal para desamassar carros, sem precisar de serviços de pintura, que ganhou fama no estado de São Paulo no final do século XX em Taubaté. Esse processo de funilaria artesanal utiliza ferramentas especialmente concebidas para suavemente aplicar pressão na parte de trás da lataria para mover o metal de volta à seu estado natural. A técnica do Martelinho pode recuperar o seu veículo a 100% da condição antes de danificado na maioria dos casos, quando o amassado não comprometeu a pintura.

## História
Esta técnica iniciou-se nas fábricas de automóveis, há quatro décadas, para remover amassados nos carros que estavam sendo montados. Inicialmente chamado de PSSMR (PaintLess Shrinking Sheet Metal Repair) e no Brasil de DSP (Desamassamento Sem Pintura) quando implantado nas linhas de montagem das montadoras. Ao passar do tempo, a técnica foi saindo das fábricas e chegou às ruas com nome de 'Martelinho de Ouro,' numa referência ao metal macio e precioso, pois com um martelo, de forma apropriada e de baixo peso, é possível dar precisos acabamentos na chapa.

## Vantagens da funilaria artesanal
As vantagens de ter do seu veículo reparado usando essa técnica incluem:
- Nenhum enchimento, massa, lixa ou pintura são utilizados, mantendo a originalidade (preserva aspecto de pintura de fábrica)
- Valorização (por não ter feito lanternagem).
- Muitos reparos podem ser concluídos em uma hora ou menos.
- As reparações podem ser efetuadas a uma fração do custo do meio convencional (funilaria e pintura).[2]

Método complementar utilizado é o repuxo por tração, conhecido também como 'Martelinho Americano'. Consiste em aderir ferramentas no local do amassado e forçá-lo a voltar a forma original através de golpes com ferramenta adequada.

## Chuva de granizo
É comum ocorrerem algumas intensas tempestades de granizo, deixando veículos com amassados chegando ao tamanho de uma bola de golfe, por toda a lataria. Como resultado, companhias de seguros têm determinado que a reparação por 'Martelinho de Ouro' não é apenas uma alternativa viável à funilaria tradicional, como é o método preferido de reparação.